# Perilla frutescens
Perilla frutescens es una planta anual de la familia de las lamiáceas. 
Las hojas se asemejan a las de la ortiga. Contiene aceites esenciales que le dan su aroma, y le otorgan algunas propiedades medicinales. 

## Nombres comunes
- Perilla frutescens:[1] En coreano se la conoce como deulkkae (들깨).[2] Los coreanos llaman a las hojas kkaennip (깻잎) En Nepal y partes de India, se llama silam  (सिलाम)

- Perilla frutescens var. crispa:[3] En español se la conoce como albahaca japonesa o cóleo silvestre. En japonés su nombre es shiso (紫蘇?).[4]  Los japoneses llaman a la variedad verde aoshiso, aojiso, "shiso verde"  (青紫蘇?), (por  aoba "hoja verde"). La variedad púrpura es conocida como akajiso o "shisho rojo" (赤紫蘇?)

## Usos
En Japón se utiliza como especia en una gran variedad de platos, como sushi y sashimi (a base de pescado crudo) o cortado en tiras delgadas para aderezar ensaladas, pasta, carne y pescado. 
La variedad púrpura es usada como colorante en umeboshi rojo (encurtidos de ume) o para  hacer umeshiso Maki.
Sus semillas se cocinan con chile y tomate.
La infusión de shiso se llama hojiso.

## Uso terapéutico

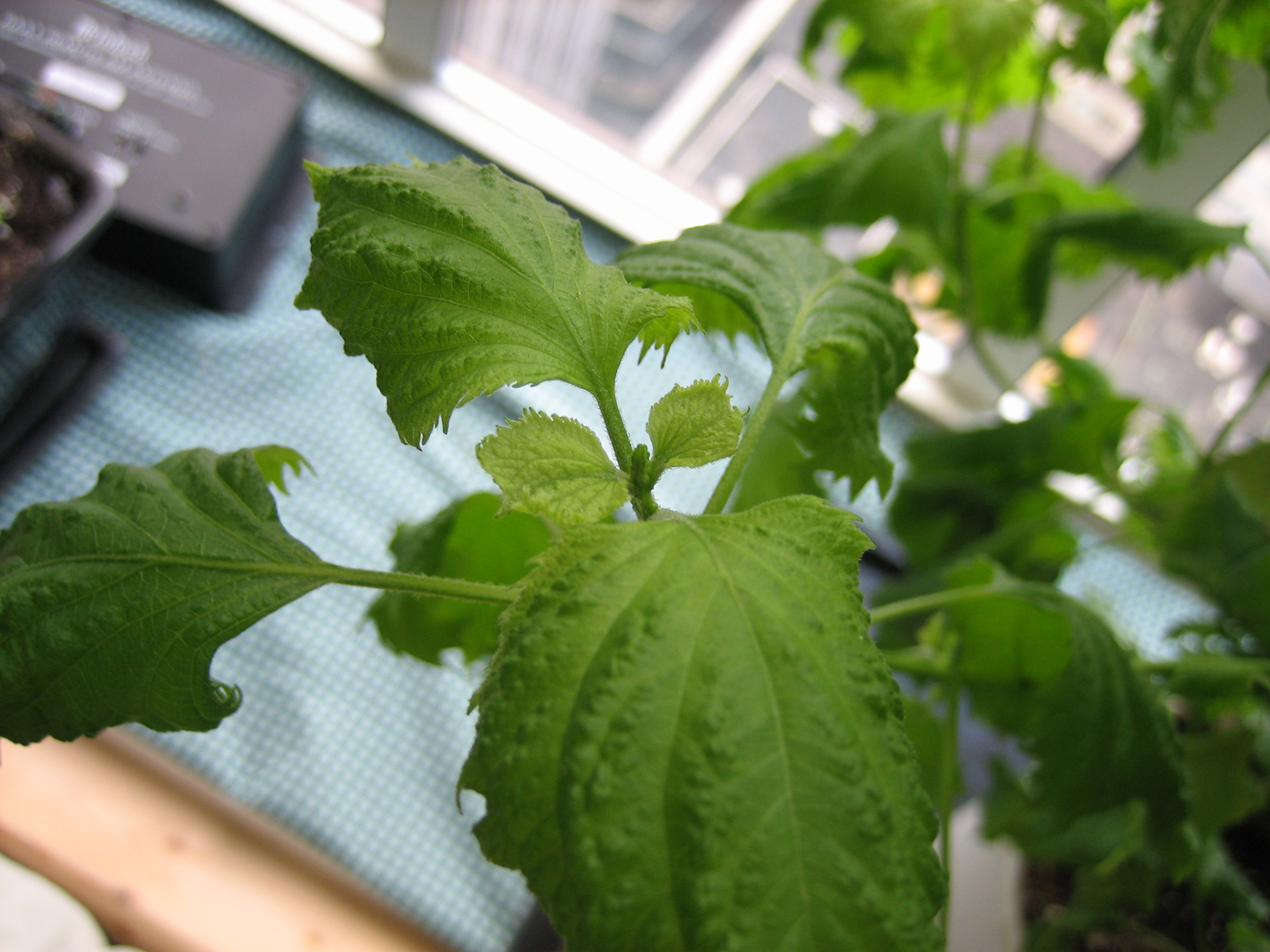
Shiso verde.

La planta se ha utilizado tradicionalmente en Japón como tratamiento para aliviar los síntomas del asma, y para aliviar el estrés. 

Una revisión de los estudios llevados a cabo sobre la planta o sus componentes ha encontrado evidencias de su actividad, hay ensayos in vitro sobre la actividad citostática y en animales sobre los efectos antialérgicos. Sin embargo, hay pocos estudios realizados en humanos. 

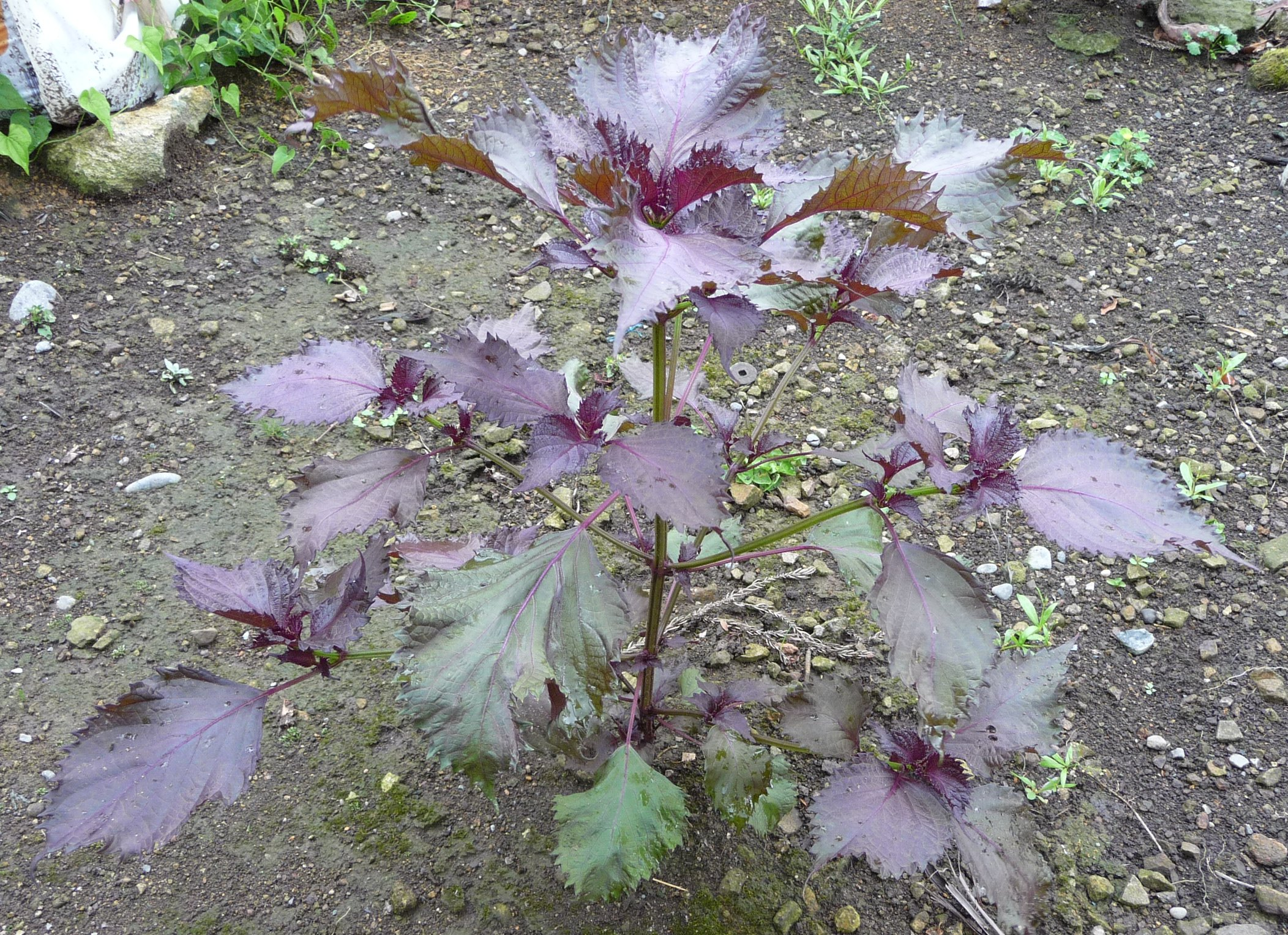
Akajiso o xhiso rojo. Perilla frutescens var. crispa f. purpurea.

## Sinonimia
Perilla frutescens (L.) Britton.
- Melissa cretica Lour.
- Melissa maxima Ard., Animadv. Bot. Spec. Alt.: 28 (1764).
- Mentha perilloides Lam., Encycl. 4: 112 (1797).
- Ocimum frutescens L., Sp. Pl.: 597 (1753).
- Perilla albiflora Odash., J. Soc. Trop. Agric. 7: 84 (1935).
- Perilla avium Dunn, Notes Roy. Bot. Gard. Edinburgh 8: 161 (1913).
- Perilla frutescens var. auriculatodentata C.Y.Wu & S.J.Hsuan ex H.W.Li
- Perilla frutescens f. crispidiscolor Makino
- Perilla frutescens var. frutescens
- Perilla frutescens var. laviniata W.Mill. & L.H.Bailey
- Perilla frutescens var. purpurascens (Hayata) H.W.Li
- Perilla ocymoides L., Xen. Pl. ed. 6: 578 (1764).
- Perilla ocymoides f. discolor Makino
- Perilla ocymoides var. japonica Hassk.
- Perilla ocymoides var. purpurascens Hayata
- Perilla ocymoides f. purpurea Makino
- Perilla ocymoides f. viridicrispa Makino
- Perilla ocymoides f. viridis Makino
- Perilla shimadae Kudô, J. Soc. Trop. Agric. 3: 225 (1931).
- Perilla urticifolia Salisb., Prodr. Stirp. Chap. Allerton: 80 (1796).

Perilla frutestens var. crispa (Thunb.) H.Deane, Rhodora 25: 40 (1923). Cultivada en Japón.
- Dentidia nankinensis Lour., Fl. Cochinch.: 869 (1790).
- Dentidia purpurascens Pers., Syn. Pl. 2: 135 (1806).
- Dentidia purpurea Poir., in J.B.A.M.de Lamarck, Encycl., Suppl. 2: 466 (1812).
- Ocimum acutum Thunb., in J.A.Murray, Syst. Nat. ed. 14: 546 (1784).
- Ocimum crispum Thunb., Nova Acta Regiae Soc. Sci. Upsal. 4: 38 (1783).
- Perilla acuta (Thunb.) Nakai, Bot. Mag. (Tokyo) 42: 474 (1928).
- Perilla arguta Benth., in A.P.de Candolle, Prodr. 12: 164 (1848).
- Perilla crispa (Thunb.) Tanaka, Bull. Sci. Hort. Inst. Kyushu Imp. Univ. 1: 204 (1925).
- Perilla frutescens var. acuta (Thunb.) Kudô
- Perilla frutescens var. arguta (Benth.) Hand.-Mazz.
- Perilla frutescens f. crispa (Thunb.) Makino
- Perilla frutescens var. crispa (Benth.) Deane ex Bailey
- Perilla frutescens var. nankinensis (Lour.) Britton
- Perilla nankinensis (Lour.) Decne., Rev. Hort., IV, 1: 61 (1852).
- Perilla ocymoides var. crispa (Thunb.) Benth.

Perilla frutescens var. hirtella (Nakai) Makino in T.Makino & K.Nemoto, Fl. Japan, ed. 2: 218 (1931).
- Perilla hirtella Nakai, Bot. Mag. (Tokyo) 31: 286 (1917).
- Perilla citriodora (Makino) Nakai, Bot. Mag. (Tokyo) 31: 285 (1917).[6]